# Threskiornis solitarius
El ibis de Reunión o ibis sagrado de Reunión (Threskiornis solitarius) es una especie extinta de ave pelecaniforme endémica de la isla de Reunión. Tal vez sea la misma ave descubierta por los navegantes portugueses en 1613. Hasta 1995 se suponía que era un pariente del dodo (Raphus cucullatus), se clasificó por tanto, como un miembro de las palomas didine (subfamilia Raphinae) y se lo llamó Raphus solitarius.

## Descripción

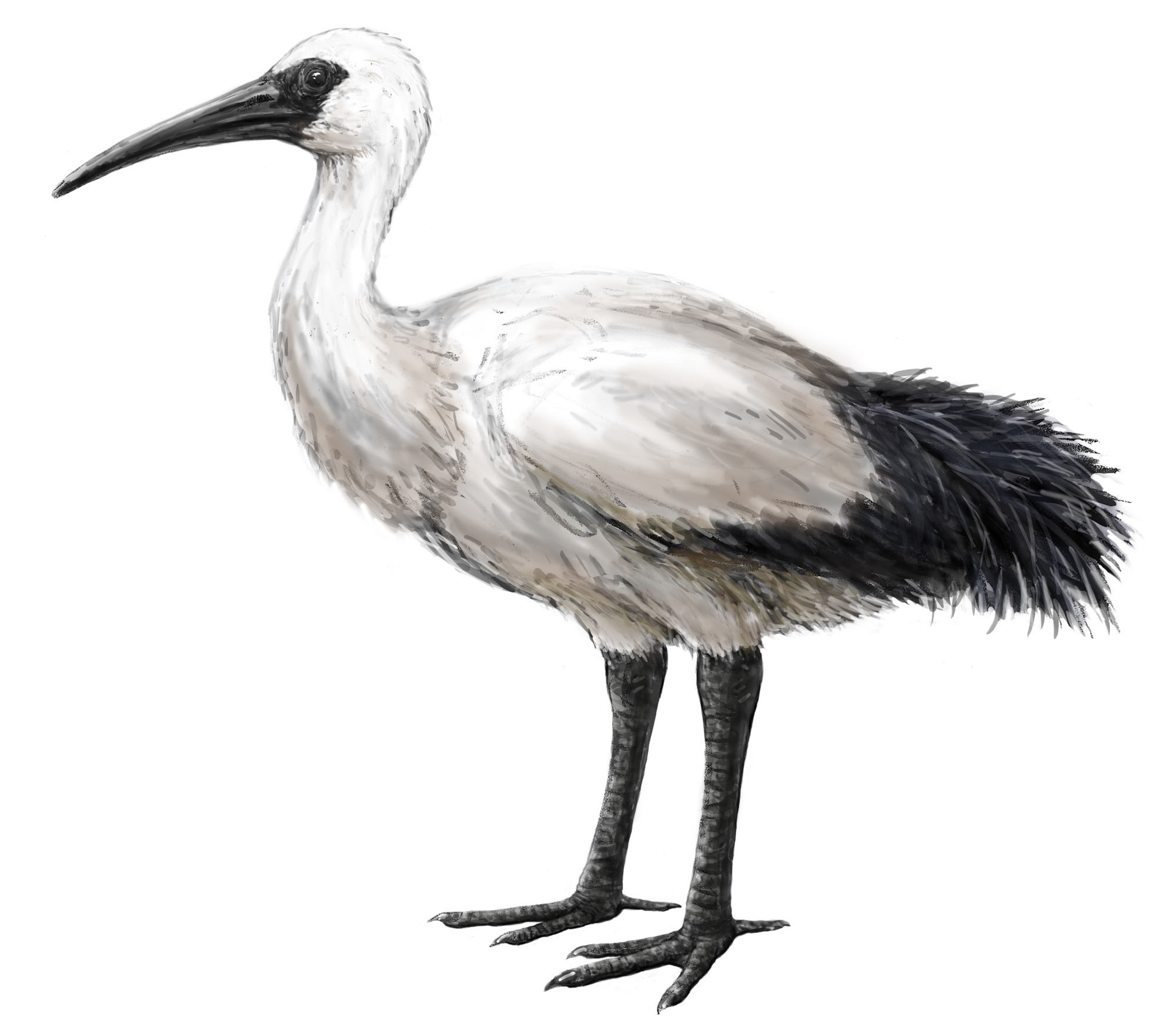
Recreación hipotética de como era el Ibis de Reunión

Viejos escritos describen como el plumaje era de color blanco, con las puntas de las alas y la cola negras. Un fósil de mandíbula superior mostraba que el pico era más corto y recto para un ibis. Con todo, se parecía mucho a un pequeño ibis sagrado, con alas y pico cortos.
El viajero francés Sieur Dubois describió en su obra esta especie y otras aves ya extintas.